# جائزة البرتغال الكبرى 1989
جائزة البرتغال الكبرى 1989 هو سباق فورمولا 1 أقيم بتاريخ 24 سبتمبر 1989 في البرتغال. كان الثالث عشر من أصل 16 في بطولة العالم لسباقات الفورمولا واحد موسم 1989. حلّ النمساوي غيرهارد بيرغر أولا بينما جاء الفرنسي ألن بروست في المركز الثاني وحصل على المركز الثالث السويدي ستيفان يوهانسون.